# همه‌چیز روبه‌راه است
همه چیز روبه‌راه است (به فرانسوی: Tout Va Bien) فیلمی ساخته ژان-لوک گدار و ژان-پیر گورین، با بازی ایو مونتان و جین فوندا، محصول سال ۱۹۷۲ است.

## خلاصه داستان
فیلم همه چیز روبه‌راه است با کلوزآپی از یک مرد شروع می‌شود که چکی را در وجه یک شرکت فیلم‌سازی امضا می‌کند. چند چک دیگر یکی پس از دیگری امضا می‌شوند. صدای زنانه‌ای می‌گوید: «اگه از ستاره استفاده کنی، مردم بهت پول می‌دن.» و پس از آن نام دو ستاره سینما، جین فوندا و ایو مونتان روی تصویر ظاهر می‌شود. در صحنه بعدی این زوج عاشق را می‌بینیم که در ساحلی قدم می‌زنند. صحنه بعد با هم دعوا می‌کنند. صدای زنانه دوباره شنیده می‌شود: «این به درد نمی‌خورد[...] باید نشان بدهی جامعه چطور آن‌ها را به چیزی که هستند تبدیل می‌کند.» بقیه فیلم تلاشی برای پاسخ دادن به این پرسش است. جین فوندا نقش یک ژورنالیست آمریکایی را دارد که قرار است درباره سیاست و فرهنگ در فرانسه گزارشی بنویسد. مونتان نقش فیلم‌سازی ناموفق را بازی می‌کند. او زمانی فیلمنامه‌نویس موج نوی فرانسه بوده اما نتوانسته است به کارش ادامه دهد و حالا فیلم‌های تبلیغاتی می‌سازد. فوندا و مونتان به‌طور تصادفی در دفتر رئیس یک کارخانه هستند که اعتصاب کارگری رخ می‌دهد. ابتدا قرار است اعتصاب موقتی باشد اما کنترل اوضاع از دست اتحادیه خارج می‌شود و کارگران شورش می‌کنند. رئیس کارخانه، ژورنالیست و فیلم‌ساز در دفتر رئیس زندانی می‌شوند. در این مدت کارگران، رو به دوربین، از کارشان، حقوق پایینشان و زندگی‌شان حرف می‌زنند. آن‌ها رئیس، حزبهای چپ و اتحادیه را محکوم می‌کنند. رئیس هم رو به دوربین از وضعیت بازار می‌گوید و از کارش دفاع می‌کند. مونتان از وضع سینما می‌گوید. به نظر او ساختن فیلم سیاسی مشکل است و فیلم تبلیغاتی کار شرافتمندانه‌تری است. به زودی معلوم می‌شود چرا او تا این حد ناامید است و چرا فوندا از او دل کنده است. فوندا هم در تنظیم گزارشش ناتوان است. او نه از سیاست و نه از فرهنگ فرانسه سردرنمی‌آورد. بارها و بارها گزارشش را ضبط می‌کند اما پس از چند جمله، از ادامه کار بازمی‌ماند.

## تولید فیلم
پس از مه ۱۹۶۸ دوره اول فیلم‌سازی گدار که با نوآوری‌های فراوانی همراه بود، نیز پایان یافت. طی ۵ سال بعد، او به گروه ژیگا ورتوف (مستندسازی که هم از سینمای تجاری آمریکا بیزار بود و هم از سینمای شوروی که با سرگی آیزنشتاین شناخته می‌شد) پیوست و به تنهایی یا با همکاری ژان-پیر گورین، فعال دانشجویی سابق، کوشید سینما را بار دیگر اختراع کند. فیلم همه چیز روبه‌راه است با این هدف ساخته شد که «جنگ طبقاتی در فرانسه را چهار سال پس از مه ۱۹۶۸ بررسی کند.» فیلم با این جمله آغاز می‌شود: «اگه از ستاره استفاده کنی، مردم بهت پول می‌دن.» و در واقع نیز به لطف حضور ایو مونتان و جین فوندا شرکت گومون حاضر شد هزینه تولید فیلم را بپردازد، حتی پارامونت نیز زمانی برای تهیه فیلم ابراز آمادگی کرده بود. فوندا و مونتان که هر دو گرایش چپ داشتند، پذیرفتند درصدی از سود فیلم را به جای دستمزد بگیرند. فوندا، در ابتدا، برای بازی در این فیلم تردید داشت. او به عنوان فمنیست رادیکال ترجیح می‌داد با فیلم‌سازان زن کار کند اما در نهایت گورین او را برای بازی در این فیلم مجاب کرد.
در ۹ ژوئن ۱۹۷۱، گدار و گورین در مسیر رفتن به پارامونت برای بستن قرار داد، تصادف کردند. گدار تا پای مرگ پیش رفت و در دو سال بعد بارها در بیمارستان بستری شد. گدار از این تصادف با نام «پایان منطقی ۶۸» یاد می‌کرد.
در نهایت فیلم در ۲۸ آوریل ۱۹۷۲ در پاریس به نمایش درآمد. دو ماه بعد جین فوندا برای ضبط ده برنامه رادیویی برای دولت ویتنام شمالی به هانوی رفت. ماجرا برملا شد و با توجه به نزدیک بودن انتخابات ریاست‌جمهوری آمریکا حاشیه‌های فراوانی ایجاد کرد. هواداران ریچارد نیکسون از این موضوع بهره‌برداری تبلیغاتی کردند. فیلم همه چیز روبه‌راه است چند هفته پیش از انتخابات آمریکا، در جشنواره فیلم نیویورک به نمایش درآمد و با استقبال سردی مواجه شد. برخی که تصور می‌کردند گدار این بار با فیلمی تجاری به سینما بازگشته‌است از فیلم ناراضی بودند. برخی دیگر هنوز به خاطر ماجرای ویتنام از جین فوندا آزرده بودند.
گدار و گورین هم در فیلم بعد و آخرین همکاری‌شان نامه‌ای به جین که دنباله غیررسمی این فیلم است نیز فوندا را به خاطر یک عکس خبری که در زمان حضور در ویتنام شمالی از او گرفته شده بود ملامت کردند. در نامه‌ای به جین، همان پرسش اصلی همه چیز روبه‌راه است مطرح می‌شود: نقش ستاره در یک نبرد انقلابی چیست؟